# 空飛ぶ!ネプTビビ
『空飛ぶ!ネプTビビ』（そらとぶ ネプティービビ）は、1998年10月13日から1999年3月30日までフジテレビで放送されたバラエティ番組。放送時間は毎週火曜 24:40 - 25:10 (JST) 。

## 概要
ネプチューン、TIM、ビビるの3組がお互いのギャラを賭けてゲームで対決していた深夜番組。ゲームは全て体を張ったものだった。エンディングでは、ビビる大木の「ワッショイ！」で締めていた。

## 出演者
- 名倉潤（ネプチューン）
- 原田泰造（ネプチューン）
- 堀内健（ネプチューン）
- ゴルゴ松本（TIM）
- レッド吉田（TIM）
- 大木淳（ビビる）
- 大内登（当時ビビる）

## スタッフ
- プロデューサー：吉田正樹

## 主題歌（オープニングテーマ）
- 極楽はどこだ（ホフディラン）
- Youth（pre-school）
- 明日に向かって走れ!（ネプチューン）

| フジテレビ 火曜24:40枠     | フジテレビ 火曜24:40枠                      | フジテレビ 火曜24:40枠     |
| 前番組                     | 番組名                                      | 次番組                     |
| -------------------------- | ------------------------------------------- | -------------------------- |
| 松ごっつ （24:30 - 25:00） | 空飛ぶ!ネプTビビ （1998年10月 - 1999年3月） | ネプフジ （24:50 - 25:20） |